# Galeorhininae
Galeorhininae – podrodzina ryb chrzęstnoszkieletowych z rodziny mustelowatych (Triakidae).

## Podział systematyczny
Do podrodziny należą następujące rodzaje:
- Furgaleus Whitley, 1951 – jedynym przedstawicielem jest Furgaleus macki (Whitley, 1943)
- Galeorhinus Blainville, 1816 – jedynym przedstawicielem jest  Galeorhinus galeus (Linnaeus, 1758) – żarłacz szary
- Gogolia Compagno, 1973 – jedynym przedstawicielem jest Gogolia filewoodi Compagno, 1973
- Hemitriakis Herre, 1923
- Hypogaleus Smith, 1957 – jedynym przedstawicielem jest Hypogaleus hyugaensis (Miyosi, 1939)
- Iago Compagno & Springer, 1971